# Мухи цеце
Мухите цеце (Glossina) са род двукрили насекоми, които се делят на 20 подвида. Разпространени са в екваториалните и субекваториалните области на Африка. Те са живородни и се хранят с кръв от големи бозайници, като по този начин са преносители на кръвния паразит Tripanosoma brucei, предизвикващ сънна болест.
Обитават влажни местности, предимно във влажните тропически гори. Насекомите там се размножават много активно и завладяват плодородните земи покрай бреговете на реките, принуждавайки хората да напускат най-добрите за земеделие места.
Дължината на тялото на мухата е 9 – 14 mm. Мухата цеце може да се различи от обичайните за Европа домашни мухи по начина на прибиране на крилата (краищата им се покриват един друг) и по здравото бодящо хоботче, стърчащо на предната част на главата.
В борбата с мухата цеце са постигнати определени резултати. Експерти на правителството на Танзания и от агенции на ООН в продължение на почти 10 години са работили върху унищожаването на мухата в Занзибар. Учените започнали с отглеждането на милиони мухи в контролирани помещения. Мъжките екземпляри били отделени от женските и след това стерилизирани чрез облъчване с ниски дози радиация. След като ги пуснали на свобода, те се съвокуплявли с женски, но в резултат не се появило никакво потомство. Опитът на Занзибар в борбата с мухата е пренесен и в Етиопия, въпреки че без естествена водна преграда там съществува голяма вероятност от ново проникване на мухи цеце от съседни страни.
| Портал | Портал „Африка“ съдържа още много статии, свързани с Африка. Можете да се включите към Уикипроект „Африка“. |